# Shirley Jackson
Shirley Hardie Jackson (* 14. Dezember 1916 in San Francisco; † 8. August 1965 in North Bennington, Vermont) war eine US-amerikanische Schriftstellerin, die vor allem durch ihre Horrorromane und -geschichten wie das mehrfach verfilmte Spuk in Hill House und The Lottery bekannt wurde.

## Leben

### Studium und literarisches Debüt
Nach dem Schulbesuch studierte Shirley Jackson an der Syracuse University und schloss das Studium 1940 mit einem Bachelor of Arts (B.A.) ab. Ihr literarisches Debüt gab sie 1943 mit der Kurzgeschichte After You, My Dear Alphonse in der Zeitschrift The New Yorker. In den folgenden Jahren erschienen regelmäßig weitere Kurzgeschichte in diesem Magazin sowie in den Frauenzeitschriften McCall’s, The Ladies’ Home Journal und Redbook, aber auch in The Saturday Evening Post und Harper’s Bazaar. Ihr erstes Buch The Road Through the Wall erschien 1948 und handelte von ihrer Kindheit an der Westküste der Vereinigten Staaten.
Shirley Jackson war seit 1940 mit Stanley Edgar Hyman verheiratet, einem Literaturkritiker und Dozenten am Bennington College, und hatte mit diesem vier Kinder. In einem Interview sagte sie, dass trotz ihrer schriftstellerischen Karriere immer die Familie, die Erziehung der Kinder und der Haushalt im Vordergrund ständen und das Schreiben nur fünfzig Prozent ihres Lebens ausmache.

### Werk
Shirley Jackson schrieb in verschiedenen Genres: Zum einen konnte sie die Leichtigkeit und die Wirren des normalen häuslichen Lebens mit unvoreingenommener Heiterkeit beschreiben; zum anderen schrieb sie Gruselgeschichten, in denen an sich abnorme Verhaltensweisen als normal erscheinen. In jedem Genre schrieb sie jedoch mit bemerkenswerter Straffheit und Wirtschaftlichkeit des Schreibstils.

#### Autobiographisches
Jackson schrieb mehrere autobiographische Romane. Zwei Bücher handeln vom Leben ihrer Familie in North Bennington: Life Among the Savages (1953) und Raising Demons (1957). Orville Prescott, ein Literaturkritiker der Tageszeitung The New York Times schrieb über Life Among the Savages, er habe beim Lesen soviel gelacht, dass er Tränen in den Augen hatte und aufhören musste.

#### Fiktion
Die fiktiven Geschichten stellen eine Wahrnehmung des Unheimlichen dar, die aus Jacksons Studien der Sozialanthropologie und der Magie herrührte. Zu ihren Werken auf diesem Gebiet gehören Hangsaman (1951), The Bird’s Nest (1954), The Sundial (1958) und The Haunting of Hill House (1959, Spuk in Hill House). Diese Romane handeln von einem Mädchen, das unter einem schweren Fall von multipler Persönlichkeit leidet, über die Natur des Schrecks und den Spuk in einem Haus, über die Fantasie eines Mädchens und das Ende der natürlichen Welt. In dem Roman The Sundial gibt es einen Hinweis auf ihre eigene Sicht der Menschlichkeit, in dem einer der Charaktere bemerkt: ‚You all want the whole world to be changed so you will be different. But I don’t suppose people get changed any by just a new world. And anyway that world isn’t any more real than this one.‘ („Ihr alle wollt, dass sich die gesamte Welt ändern soll, sodass ihr anders sein werdet. Ich nehme jedoch nicht an, dass die Menschen sich selbst nur durch eine veränderte Welt ändern. Und überhaupt ist die eine Welt nicht realer als die andere.“)
Unter ihren Werken war die Kurzgeschichte The Lottery, die 1948 erstmals in der Zeitschrift The New Yorker veröffentlicht wurde, die bekannteste und zugleich auch die für den Leser unergründlichste. Diese Geschichte beschreibt mit wachsender Spannung eine jährliche Lotterie, die durchgeführt wird, um unter den Einwohnern eines Dorfes ein rituelles Jahresopfer zu erwählen. Die Kurzgeschichte greift das klassische Thema der Unmenschlichkeit des Menschen anderen gegenüber auf und verleiht ihm das zusätzliche Element des Zufalls.
Das Magazin bekam nach der Veröffentlichung hunderte von Leserbriefen, in denen fast ausnahmslos nach der Bedeutung der Kurzgeschichte gefragt wurde. Jackson selbst erhielt mehr als dreihundert solcher Briefe, unter ihnen seien nur dreizehn in einem freundlichen Ton gehaltene gewesen, die meisten von Freunden. Viele Leser hielten die Übertragung eines alten Rituals in die Gegenwart für real und fragten, an welchen Orten dieser Brauch noch bestünde.
Andere Geschichten und Romane ähnlicher Art vermittelten den Eindruck, Shirley Jackson sei vom Grunde her eine Moralistin gewesen, die beschrieb, dass grauenvolles und lüsternes Verhalten nicht weit unter der Oberfläche derjenigen liege, die sich selbst als normal und anständig bezeichneten, und die Gesellschaft mit inquisitorischer Grausamkeit gegen Einzelne vorgehen könne, die sie als sonderbar ansehe. Der harmlose Exzentriker, wie Jackson in einem Interview sagte, könne gebannt und getötet werden, mit der gleichen Härte wie sie normalerweise für offenkundige Feinde der Gesellschaft reserviert sei.
Ihr letztes Buch We Have Always Lived in the Castle (deutsch: Wir haben immer schon im Schloss gelebt) (1962) wurde als Bühnenstück für den Broadway adaptiert.
Durch ihre Gruselgeschichten, die als herrlich ausgetüftelte kühle Klassiker oder auch als makabre Kommentare zur menschlichen Zurechnungsfähigkeit angesehen werden, stellte Shirley Jackson Eliot Fremont-Smith, einem Rezensenten der Times zufolge „einen wichtigen literarischen Einfluss“ dar ([…] ‚was an important literary influence‘).
‚She was a master of complexity of mood, an ironic explorer of the dark, conflicting inner tyrannies of the mind and soul, she left the flourishes -- or rather, directed them -- to the reader’s imagination.‘ („Sie war eine Meisterin der Verflechtung von Stimmungen, eine ironische Erforscherin der dunklen, widersprüchlichen inneren Tyranneien des Geistes und der Seele. Sie überließ die Schnörkel der Vorstellungskraft des Lesers, oder eher, richtete sie darauf aus.“)
Insbesondere mit der Kurzgeschichtensammlung The Lottery and Other Stories gilt Jackson als ein wichtiger Vertreter der Slipstream-Literatur.

#### Verfilmungen und Auszeichnungen
The Haunting of Hill House wurde mehrmals verfilmt: Zum einen 1963 von Robert Wise unter dem Titel Bis das Blut gefriert mit Julie Harris und Claire Bloom, zum anderen 1999 von Jan de Bont unter dem Titel Das Geisterschloss mit Lili Taylor und Liam Neeson in den Hauptrollen. Am 12. Oktober 2018 veröffentlichte zudem der Streaminganbieter Netflix die auf dem Roman basierende zehnteilige Serie Spuk in Hill House.
Michael Douglas’ Produktionsfirma Further Films sicherte sich in 2009 die Rechte für eine Leinwandadaption von We Have Always Lived in the Castle. Die Verfilmung We Have Always Lived in the Castle unter der Regie von Stacie Passon wurde 2018 veröffentlicht. Das Drehbuch verfasste Mark Kruger mit der Unterstützung von Jacksons Sohn Laurence Hyman. Die Hauptrollen übernahmen Sebastian Stan als Charles, Taissa Farmiga als Merricat, Alexandra Daddario als Constance und Crispin Glover als Onkel Julian.
1966 erhielt Shirley Jackson posthum für The Possibility of Evil den Edgar Allan Poe Award für die beste Kurzgeschichte.

#### Deutsche Übersetzungen
Während die Familiengeschichte Life Among the Savages bereits 1954 in deutscher Übersetzung im Heinrich Droste Verlag unter dem Titel Nicht von schlechten Eltern erschien, wurden die fiktionalen Werke erst Ende der 1980er und Anfang der 1990er Jahre ins Deutsche übersetzt und beim Diogenes Verlag veröffentlicht. In deutschen Übersetzungen erschienen beim Diogenes Verlag Wir haben schon immer im Schloß gelebt (We Have Always Lived in the Castle, 1988), die Kurzgeschichtensammlung Die Teufelsbraut (1989), der Roman Der Gehängte (Hangsaman, 1992) sowie Spuk in Hill House (The Haunting of Hill House, 1993).

## Werke
- Laurence Jackson Hyman (Hrsg.): The Letters of Shirley Jackson. Random House, New York 2021, ISBN 978-0-593-13464-1.